# 吴建福
吴建福（英語：C.F. Jeff Wu，1949年1月15日—），美籍台裔统计学家。於2000年當選台灣中央研究院院士，2004年當選美國國家工程院院士。主要从事工业统计与质量科学的研究及应用。研究成果包括EM算法收敛性的讨论。

## 生平
吴建福出生于台湾新竹。1967年畢業於新竹中學。
1971年毕业于国立台湾大学数学系。此后赴美国加州大学伯克利分校留学，1976年获博士学位。之后曾任教于威斯康星大学麦迪逊分校（1977-1988年）、滑铁卢大学（1988-1993年）、密歇根大学（1993-2003年）。2003年起担任佐治亚理工学院工业及系统工程系可口可乐讲座教授。
他於2024年9月加入香港中文大學（深圳）數據科學學院，擔任校长学勤讲座教授。

## 學術研究
吳建福是首位提出「数据科学」這一術語的統計學家，他於1985年首次提出這一術語，並在1997年密歇根大學的Carver講座演講中，主張將統計學改名為數據科學，將統計學家稱為數據科學家。
吳建福于1983年在《The Annals of Statistics》（统计学年鉴）上发表了题为《On the Convergence Properties of the EM Algorithm》的开创性论文，修正并完善了EM算法的收敛性理论，并扩展其适用模型范围，是该领域广为引用的重要成果。此外，他撰寫的的书《Experiments: Planning, Analysis, and Parameter Design Optimization》在統計學界具有廣泛影響。
在工业统计与质量控制领域，吴建福提出的参数设计、鲁棒设计与工业实验方法，对制造业和工程应用产生深远影响。他于2008年荣获美国质量协会（ASQ）頒發的 Shewhart Medal，以肯定其在参数设计与质量改进上的开创性贡献。

## 奖项和荣誉
吴建福是数理统计学会、美国统计学会、美国质量学会、运筹学和管理学研究协会等学会的会士，还是中央研究院院士（2000年）、美国国家工程院院士（2004年），并曾于1987年获得过统计学界最高奖“考普斯会长奖”。2011年，获得中国科学院“爱因斯坦讲席教授”称号。他還是中國科學院和清華大學的名譽教授，於2008年獲得了滑鐵盧大學數學榮譽博士學位。

## 個人生活
吳建福於1979年與蘇珊·張（Susan Chang）結婚，育有兩名子女Emily和Justin。根據2023年喬治亞州法院公開紀錄，兩人於該州提起離婚訴訟。